# Liste des édifices religieux de Marseille
La ville de Marseille possède un riche patrimoine religieux : églises, chapelles, temples, synagogues, mosquées. Cette liste classe les édifices religieux par arrondissement et les bâtiments par type.
- Note : cette liste n'est pas exhaustive.

## 1erarrondissement

### Culte catholique
- Église de la Mission de France Saint-Pie-X, rue Tapis-Vert.
- Église Saint-Cannat, rue Saint-Cannat.
- Église Saint-Charles, rue Grignan.
- Église Saint-Ferréol dite des Augustins, rue de la République.
- Église Saint-Pierre et Saint-Paul, boulevard de la Libération.
- Église Saint-Théodore de l'ancien couvent des Récollets, rue des Dominicaines.
- Église Saint-Vincent-de-Paul, dite les Réformés, boulevard de la Libération.
- Église de la Trinité, rue de la Palud.
- Église conventuelle du Calvaire des Bénédictins, rue d'Aubagne (actuel théâtre Mazenod). Lieu de culte désaffecté.
- Chapelle Sainte-Madeleine du couvent des Bernardines, boulevard Garibaldi (actuel théâtre des Bernardines). Lieu de culte désaffecté.
- Chapelle du centre diocésain le Mistral, rue d'Isoard.
- Chapelle du collège du Sacré-Cœur, rue Barthélémy.
- Chapelle du foyer Jean-François-Régis des Sœurs de Notre-Dame-de-la-Compassion, rue Saint-Savournin.
- Chapelle de la Rédemption, rue Delille.

### Culte musulman
- Mosquée, rue Francis Pressensé.
- Mosquée Bibal, rue Philippe de Girard.
- Mosquée Tahara, rue de l'Académie.
- Mosquée El Qouds, rue des Récolettes

### Culte messianique
- Gan Eden, rue Delille.

### Culte orthodoxe
- Église orthodoxe grecque de la Dormition-de-la-Vierge, rue de la Grande Armée.
- Église orthodoxe russe Saint-Georges-hors-les-Murs, rue Clapier.

### Culte protestant
- Église évangélique glorieuse, rue Léon Bourgeois.
- Évangélique mission chrétienne, rue Fortia.
- Église évangélique libre, allée Gambetta.
- Église adventiste, boulevard Longchamp.
- Armée du Salut, la Canebière.

### Église arménienne
- Église catholique arménienne Saint-Grégoire-l'Illuminateur, rue Sibie.

## 2earrondissement

### Culte catholique
- Ancienne cathédrale Sainte-Marie-Majeure, dite la Vieille Major, place de la Major.
- Cathédrale basilique Sainte-Marie-Majeure, dite Notre-Dame-de-la-Major ou la Major
- Église Notre-Dame-du-Mont-Carmel, dite église des Grands Carmes, place des Grands Carmes.
- Église Saint-Laurent, Esplanade de la Tourette.
- Clocher de l'ancienne église Notre-Dame des Accoules, place des Augustins.
- Chapelle des Pénitents blancs dite chapelle du Calvaire, place Daviel.
- Chapelle des Pénitents noirs, rue du Bon-Jésus.
- Chapelle Sainte-Catherine, Esplanade de la Tourette.
- Chapelle Saint-Jean des Hospitaliers de Saint-Jean-de-Jérusalem, promenade Louis Brauquier au Fort Saint-Jean.
- Chapelle de la Vieille Charité, rue de la Charité.
- Chapelle en bois du Lacydon, impasse Sainte-Françoise.
- Clocher de l'église de l'ancien couvent des Trinitaires, rue de la Vieille Tour (vestiges).

### Culte musulman
- Mosquée At Taqwa, avenue Camille Pelletan.

## 3earrondissement

### Culte catholique
- Église Notre-Dame-du-Bon-Pasteur, boulevard National.
- Église Saint-Charles EM, place Placide Caffo / rue Loubon.
- Église Saint-Lazare, rue Saint-Lazare.
- Église Saint-Mauront, rue Gautier (ancienne : salle paroissiale Saint-Jean-Paul-II).
- Église Saint-Mauront, rue Gautier (nouvelle).
- Eglise Saint Martin d'Arenc, rue Mirès. Désaffectée et menaçant ruine[1].
- Chapelle du couvent du Sacré-Cœur-de-Jésus, rue Levat.
- Chapelle œuvre de jeunesse Paul Hava, 36 avenue de Belle Vue.

### Culte protestant
- Église évangélique baptiste Paix, boulevard de Strasbourg.
- Église évangélique, rue Kléber.
- Mission La Fraternité, Mission populaire évangélique, boulevard Burel

### Culte musulman
- Mosquée, rue Félix Pyat.
- Mosquée Ali-Hacene Blidi, rue Jean Cristofol.

## 4earrondissement

### Culte catholique
- Église Sainte Marie-Madeleine des Chartreux, place Edmond-Audran.
- Église de l'Immaculée-Conception, rue de la Boucle.
- Église Sainte-Thérèse-de-l'Enfant-Jésus, avenue des Chutes-Lavie.
- Église Saint-Calixte, boulevard Boisson.
- Église Sainte-Thérèse d'Avila, boulevard Dahdah.
- Église de la Visitation, rue François de Sales.
- Chapelle Timon David, boulevard de la Libération.
- Chapelle des Petites Sœurs des Pauvres, avenue des Chartreux.
- Chapelle Notre-Dame de la congrégation des sœurs de la compassion, clos de la Compassion.

### Culte protestant
- Temple réformé Marseille-Provence, boulevard Françoise Duparc.
- Centre évangélique en mission , 51 boulevard Sakakini.
- Église évangélique, place Sébastopol.

## 5earrondissement

### Culte catholique
- Chapelle du lycée Saint-Michel, rue de l’Abbé de l’Épée.
- Eglise Saint-Michel Archange, rue de l'Église Saint-Michel.
- Église Saint-Pierre, rue Pascal Ruinat.

### Culte protestant
- Église apostolique, rue des Vertus.

### Témoins de Jéhovah
- Salle du royaume, rue Antoine Maille.

## 6earrondissement

### Culte catholique
- Église basilique Notre-Dame-de-la-Garde, montée de la Bonne Mère.
- Église Notre-Dame-du-Mont, place Notre-Dame-du-Mont.
- Église Notre-Dame-du-Rosaire du couvent Saint-Lazare dit des Dominicains, rue Edmond Rostand.
- Église Saint-François-d'Assise, boulevard Vauban.
- Église Saint-Jean-Baptiste, rue de Friedland.
- Église Saint-Joseph, rue Paradis.
- Église Saint-Nicolas-de-Myre, rue Edmond Rostand.
- Église Saint-Philippe et Notre-Dame-de-Lourdes, rue Sylvabelle.
- Chapelle de l'Immaculée Conception (14 bis - 16, rue de Lodi).
- Chapelle de l'école Notre-Dame de la Paix, rue Saint-Sébastien.
- Chapelle des sœurs franciscaines, rue Breteuil

### Culte anglican
- Église Anglicane, rue Belloi.

### Culte protestant
- Temple réformé, rue de Tilsit (n'est plus un temple)
- Temple réformé Grignan, (EPUdF), rue Grignan.
- Temple réformé, rue Roger Brun (détruit).
- Église réformée évangélique, rue Friedland.
- Église évangélique baptiste, rue d'Italie.

### Culte hébraïque
- Grande synagogue de Marseille, rue de Breteuil.

## 7earrondissement

### Culte catholique
- Église basilique Saint-Victor, place Saint-Victor.
- Église Saint-Antoine-de-Padoue, chemin du Roucas Blanc.
- Église Saint-Cassien, chemin du Vallon de l'Oriol.
- Église Saint-Eugène, rue des Pêcheurs.
- Église Saint-Georges, avenue de la Corse.
- Chapelle de la congrégation des Sœurs de Marie Immaculée, montée de l'Oratoire.

## 8earrondissement

### Culte catholique
- Église basilique du Sacré-Cœur, avenue du Prado.
- Église du Cœur-Immaculé-de-Marie, allée Albéniz.
- Église Notre-Dame, boulevard de Louvain.
- Église Notre-Dame-des-Neiges, traverse de Pomègues.
- Église Sainte-Anne, rue Thieux.
- Église Sainte-Eusébie, place Engalière.
- Église Saint-Édouard, boulevard Mont Rose.
- Église Saint-François-Xavier, rue Raphael Ponson.
- Église Saint-Giniez, boulevard Émile Sicard.
- Chapelle de l'hôpital Saint-Joseph, boulevard de Louvain.
- Chapelle de la maison d'enfants les Saints-Anges, avenue de Mazargues.
- Chapelle de la maison de retraite Ma Maison des Petites Sœurs des Pauvres, avenue de Mazargues.
- Chapelle dite mosquée des Galères, avenue du Prado (vestiges remployés).
- Chapelle Sainte-Claire du monastère des Clarisses, rue Wulfran Puget.
- Chapelle Saint-Lucien, boulevard Alexandre Delabre.
- Chapelle des religieuses servantes, rue Paradis.

### Église arménienne
- Cathédrale apostolique arménienne Saint-Sahak et Saint-Mesrob dite des Saints-Traducteurs, avenue du Prado.

### Culte orthodoxe
- Église orthodoxe russe Saint-Hermogène, avenue Clot Bey.

### Rite maronite

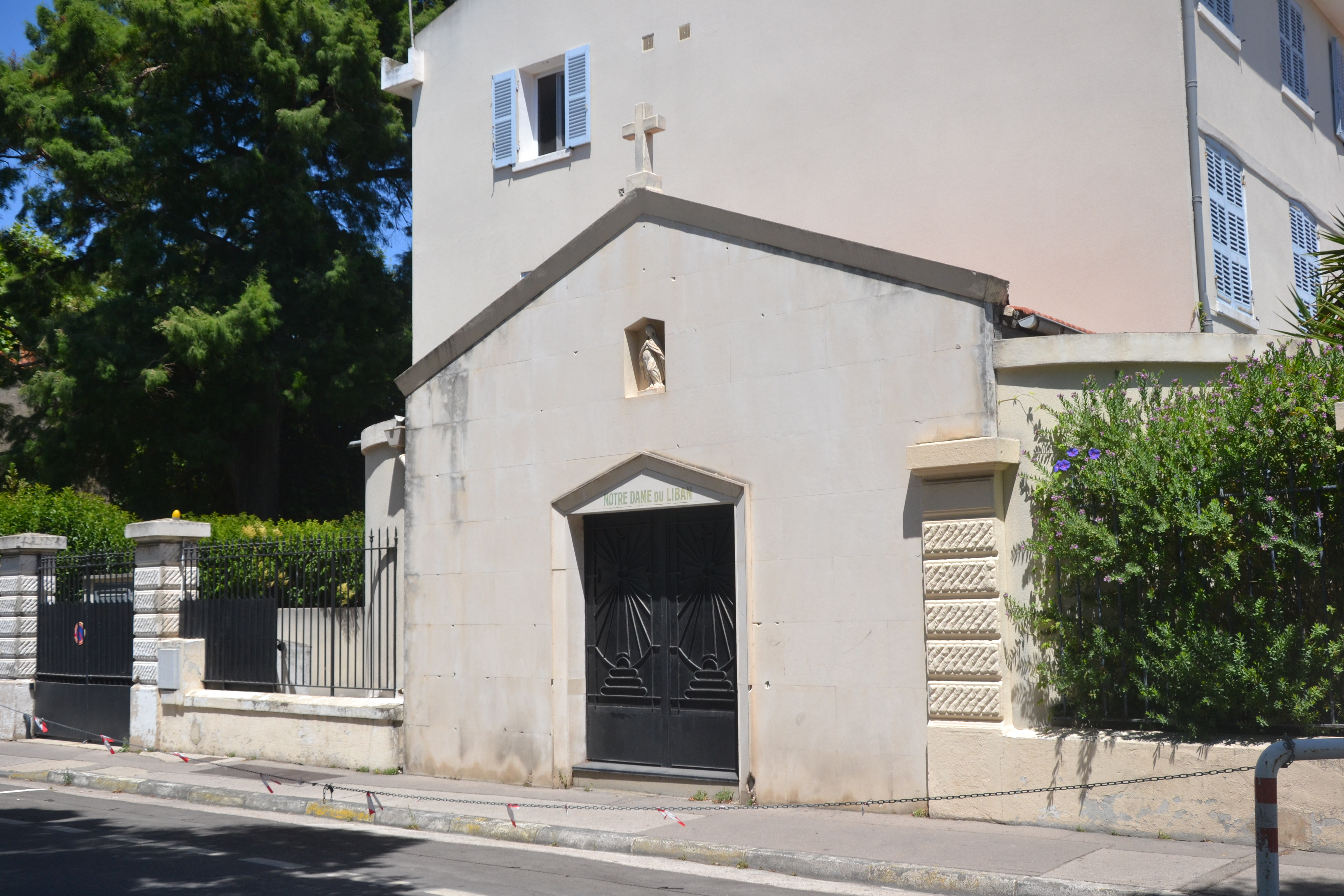
Chapelle Notre-Dame-du-Liban à Marseille

- Église catholique maronite Notre-Dame-du-Liban, avenue du Parc Borély.

### Culte protestant
- Église réformée évangélique, allée Albéniz.
- Église évangélique action biblique, rue du Rouet.

### Culte antoiniste
- Temple antoiniste, traverse Tiboulen.

### Culte mormon

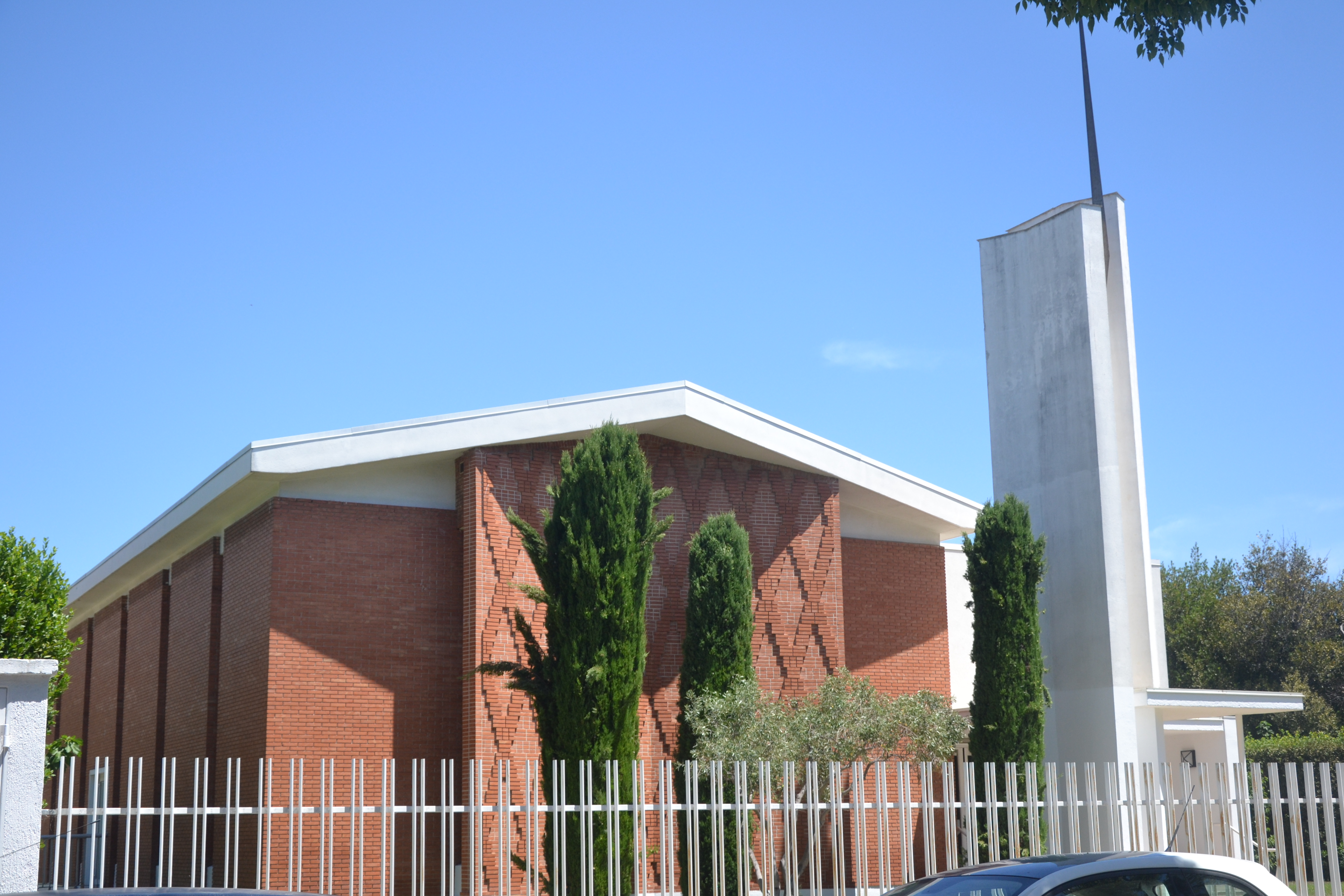
Église de Jésus-Christ des Saints des derniers jours de Marseille

- Église de Jésus-Christ des saints des derniers jours, avenue du Parc Borély.

## 9earrondissement

### Culte catholique
- Église Sainte-Émilie-de-Vialar, allée Caroline.
- Église Sainte-Marguerite, place Antide Boyer.
- Église Saint-Jean-Bosco, boulevard du Redon.
- Église Saint-Joseph, boulevard du Redon.
- Église Saint-Roch, Notre-Dame-du-Mont-Carmel, rue Lali.
- Chapelle du centre paroissial de la Maison Cabot Rouvière, boulevard du Redon.
- Chapelle du parc du château de la Magalone, boulevard Michelet.
- Chapelle Notre-Dame-de-Charité, chemin Colline Saint-Joseph.
- Chapelle "ex voto" dans le Parc du Roy d'Espagne.
- Chapelle de la maison de retraite, chemin Joseph Aiguier.

### Culte protestant
- Temple réformé (EPUdF), boulevard Magnan.
- Église évangélique assemblée de Dieu, avenue De Lattre.

### Église arménienne
- Église apostolique arménienne dite Sainte-Mère-de-Dieu, boulevard de la Chapelle.

### Culte hébraïque
- Synagogue, boulevard de Sainte-Marguerite.

### Témoins de jéhovah
- Salle du royaume, rue Jacques Reattu.

## 10earrondissement

### Culte catholique
- Église Saint-Défendent, boulevard Gilly.
- Église Saint-Laurent, boulevard Saint-Jean.
- Église Saint-Loup, traverse de la Roue.
- Église Saint-Maurice, boulevard Romain Rolland.
- Chapelle du centre Jean-Baptiste Fouque, rue François Mauriac.

### Église arménienne
- Église évangélique arménienne Saint-Loup, rue de l'Escalon.
- Église apostolique arménienne Saint-Kévork, boulevard des Grands Pins.

### Culte protestant
- Église évangélique, boulevard Bonifay
- Église évangélique assemblée de Dieu, boulevard du Pont de Vivaux.
- Église évangélique baptiste, rue Roger Mathurin.
- Église adventiste, rue François Mauriac.

### Culte orthodoxe
- Église orthodoxe grecque Sainte-Irénée, avenue de la Capelette.

### Culte musulman
- Mosquée En-Nasr, rue Alfred Curtel.

## 11earrondissement

### Culte catholique
- Église Notre-Dame, boulevard Notre-Dame.
- Église Sainte-Agathe, rue Sainte-Agathe.
- Église Saint-Christophe, place Saint-Christophe.
- Église Saint-Dominique, avenue Emmanuel Allard.
- Église Saint Dominique, boulevard Louis Pasteur.
- Église Saint-Étienne, rue de L'Église.
- Église Saint-Marcel, rue des Rimas.
- Église Saint-Menet, impasse de l'Église.
- Église Jeanne d'Arc, boulevard Henri Crocy.
- Église Saint-Valentin, place Louis Sacoman.
- Église Notre-Dame des Apôtres, boulevard des Genêts.
- Église Notre-Dame de la Salette, traverse de la Salette (à l'abandon).
- Chapelle Notre-Dame-de-Nazareth, place de la Chapelle de Nazareth.
- Chapelle Saint-Jean-du-Désert, Chemin de la Parette.
- Chapelle de la Visitation du lycée Mélizan, route des Camoins.
- Chapelle de l'école Saint Eugène Mazenod, impasse Pont de la Clue.
- Chapelle Notre-Dame du Rosaire, traverse des Comtes.
- Chapelle Saint-Bruno, chemin de la Ceinture du Parc Thermal.
- Chapelle des pénitents blancs, place de l'Église les Camoins (portail).

### Culte protestant
- Église évangélique source de vie, boulevard de Saint-Marcel.
- Église protestante évangélique, boulevard Lucien-Margaillan.

## 12earrondissement

### Culte catholique
- Église Sainte-Anne, Grand Rue.
- Église Sainte-Bernadette, boulevard Bourrely.
- Église Sainte-Louise-de-Marillac, avenue des Félibres.
- Église Sainte-Rita, avenue des Poilus.
- Église Saint-Augustin, boulevard Seignelay.
- Église Saint-Barnabé, place Caire.
- Église Saint-Fortuné, avenue de Montolivet.
- Église Saint-Julien, rue Descente-de-l'Église.
- Église Saint-Marc, accueillant depuis 2011 l'église Notre-Dame-de-Chaldée, avenue Jean-Compadieu.
- Chapelle du couvent Notre-Dame du Carmel, chemin de l'Oule.
- Chapelle Marcorelles, rue du Groupe Scolaire.
- Chapelle du Monastère des Filles du Cœur-de-Jésus, traverse de la Servianne.
- Chapelle Notre-Dame, rue Audric.

### Église arménienne
- Temple de l'Église évangélique arménienne, avenue de la Figone.
- Église apostolique arménienne Saint-Grégoire-l'Illuminateur, impasse Monts.

## 13earrondissement

### Culte catholique
- Église Notre-Dame-du-Sacré-Cœur, chemin de Saint-Mitre A Four de Buze.
- Église Sainte-Rose-de-Lima, avenue de la Rose.
- Église Saint-Jérôme, place Pelabon.
- Église Saint-Just, rue Alphonse Daudet.
- Église Saint-Mathieu, place des Héros.
- Église Saint-Patrice, traverse de l'Église.
- Église Saint-Paul, rue du 11-Novembre.
- Chapelle du clos Saint-Maur, traverse des Bonnets.
- Chapelle maison de convalescence Fernande Berger, traverse des Bonnets.
- Chapelle du Monastère de la visitation, boulevard Madeleine Rémusat.
- Chapelle de Fuveau, rue de Fuveau.

### Église arménienne
- Église apostolique arménienne Saint-Sahak-Saint-Mesrob, boulevard Charles Zeytountzian.

### Culte protestant
- Évangélique assemblée de Dieu, avenue de la Rose.
- Église protestante évangélique, boulevard des Tilleuls.

### Témoins de jéhovah
- Salle du royaume, chemin Notre-Dame de la Consolation.

### Culte hébraïque
- Synagogue, boulevard Barry.

### Culte Musulman
- Mosquée des Cèdres, rue Marathon.
- Mosquée  El Nour, avenue de Frais-Vallon.
- Mosquée des Bleuets, rue Jules Vallès.
- Mosquée de la Renande, boulevard Hérodote.

## 14earrondissement

### Culte catholique
- Église Notre-Dame de l'Annonciation, le Canet, place des États-Unis / boulevard Barbès..
- Église Notre-Dame-des-Grâces, avenue du Merlan.
- Église Sainte-Sophie-Barat, rue de la Carrière.
- Église Saint-Barthélemy, avenue Claude-Monet.
- Église Saint-Joseph, chemin rural de Fontainieu.
- Église Sainte-Marthe, rue Plateau-de-l'Église.
- Église Notre-Dame de l'Espérance, traverse de Tour-Sainte.
- Chapelle de l'asile des Petites Sœurs des Pauvres, chemin de Sainte-Marthe.
- Chapelle des Arnavaux, boulevard de la Chapelle.
- Chapelle de la maison hospitalière Saint-Jean-de-Dieu, avenue Claude-Monet.
- Chapelle Sainte-Trinité, chemin du Four de Buze.
- Chapelle centre Saint-Raphaël, traverse de Tour-Sainte.
- Chapelle Saint-Joseph de l'ancien grand séminaire, rue Paul-Coxe (mairie).

### Culte protestant
- Église évangélique libre, boulevard Danta Cruz.

### Témoins de jéhovah
- Salle du royaume, rue Richard.

### Culte musulman
- Mosquée, boulevard de la Maison-Blanche.
- Mosquée, rue Font Vert.
- Mosquée Arrahma Busserine, boulevard Charles Mattei.

## 15earrondissement

### Culte catholique
- Église Notre-Dame-de-Jérusalem, avenue Félix Zoccola.
- Église Notre-Dame-Limite, place Lucien Frappa.
- Église Notre-Dame-du-Mont-Carmel, place de l'Église des Aygalades.
- Église Saint-Antoine-le-Grand, boulevard de Casablanca.
- Église Saint-Louis, chemin de Saint-Louis au Rove.
- Église Saint-Paul, rue du Colonel Henri Simon.
- Église Saint-Trophyme, boulevard Denis Papin.
- Chapelle de l'hôpital Édouard Toulouse, chemin de Mimet.

### Église arménienne
- Église apostolique arménienne Saint-Thaddée et Saint-Barthélemy, montée de Borel.
- Église apostolique arménienne Saint-Jacques, boulevard Arthur Michaud.
- Église apostolique arménienne Saint-Garabed, allée du Petit Pont.
- Église évangélique arménienne Saint-Antoine, chemin du Commandeur.

### Culte protestant
- Impact Centre Chrétien, 12 rue Augustin Roux 13015
- Temple réformé Terre Nouvelle, (EPUdF), chemin des Baumillons.
- Église évangélique, avenue de Saint-Antoine.
- Église protestante évangélique, avenue de Saint-Louis.

### Culte musulman
- Mosquée El Islah, chemin de la Madrague-Ville.
- Mosquée de Consolat, impasse Albarel Malavasi.
- Mosquée Zem Zem, place du Commerce.
- Mosquée Meriem, traverse Escudelier.
- Mosquée centre musulman, boulevard Viala.
- Mosquée, boulevard Henri-Barnier.

### Témoins de Jéhovah
- Salle du royaume, avenue de Roquefavour.
- Salle du royaume, allée Blanchard.

## 16earrondissement

### Culte catholique
- Église Saint-André, boulevard Jean Salducci.
- Église Saint-Henri, rue Rabelais.
- Église Saint-Pierre-ès-Liens, place François Maleterre.
- Chapelle Notre-Dame de la Galline, chemin de la Nerthe.
- Chapelle de l'orphelinat italien prince Umberto, impasse du Bon Coin.

### Culte musulman
- mosquée de l'Estaque, rue de la Redonne.

## Anciens édifices religieux

### Culte catholique[2]
- Ancienne cathédrale Sainte-Marie-Majeure, dite la Vieille Major, dont il reste depuis 1853 le chœur et une travée place de la Major.
- Eglise collégiale Saint Martin, détruite en 1887 lors du percement de la rue Colbert.
- Eglise Saint Ferréol, érigée sur l'actuelle place Félix Baret à partir de 1716 et détruite en 1794.
- Eglise ou chapelle Saint Homobon ou Saint-Hommebon, sur le Cours autrefois homonyme, à l’emplacement de l’actuelle bibliothèque de l’Alcazar.
- Eglise Saint Jacques ou Saint Jaume de la Cuiraterie, détruite à la Révolution et située en bas de l'actuelle rue de la République.
- L'église du couvent des Picpus. Détruite à la Révolution, elle était située à l'emplacement de l'actuelle annexe du Palais de justice (rues de la Paix et Joseph Autran).
- L'église de couvent de l'Observance ou des Cordeliers, actuelle rue Leca, détruite à la Révolution.
- Halle Puget, aménagée en église à titre provisoire à la suite de la destruction de la collégiale Saint-Martin de 1887 à 1913.